# TRIP & TREASURE
『TRIP & TREASURE』（トリップ アンド トレジャー）は、2011年3月16日にavex traxよりリリースされたタッキー&翼の2枚目のミニ・アルバム。

## 解説
前作『タキツバベスト』から約3年5ヶ月ぶりであり、タッキー&翼としては2枚目のミニ・アルバム。
初回生産限定盤2種（DVD付・ハードカバー仕様）と通常盤の3種類で販売。
林田健司、久保田利伸、capsuleの中田ヤスタカ、德永英明といった作家陣が提供している。しかしながら、シングル曲は一切収録されていないため、デビュー・ミニ・アルバム『Hatachi』以来、9年ぶりのシングル曲ゼロ・アルバムとなる。本作の10曲目に収録されている「山手線外回り」は自身初のゲストボーカルを迎えた曲で山口智充をゲストボーカルに迎えている。

## 収録内容

### CD
1. 時間旅行
作詞・作曲：林田健司
編曲：CHOKKAKU
2. Billions of You
作詞：中村彼方
作曲・編曲：JIN
3. L.O.V.E.
作詞・編曲：森大輔
作曲：久保田利伸
4. スポットライト
作詞・作曲・編曲：中田ヤスタカ
5. 花華～僕とあなた～
作詞：滝沢秀明
作曲：德永英明
編曲：中野雄太
滝沢秀明ソロ曲
6. Chance to Dance
作詞：今井翼
作曲・編曲：末光篤
今井翼ソロ曲
7. TINY PIRATES
作詞・作曲：綾小路翔
編曲：日比野裕史
8. Luv The Shangri-La
作詞：松井五郎
作曲：浅利進吾
編曲：日比野裕史
9. シーサイドロマンス
作詞：山下和彰
作曲・編曲：井上ヨシマサ
10. 山手線外回り feat. GUSSAN
作詞・作曲・編曲：日比野裕史

### DVD
1. 時間旅行 -Music Clip-
2. Off Shot
3. 山手線外回り feat.GUSSAN -Music Clip-
4. Off Shot

## 映像作品
時間旅行
- LIVE TOUR 2011 OUR FUTURE

Billions of You
- LIVE TOUR 2011 OUR FUTURE
- Youは何しに?タッキー&翼CONCERT そこにタキツバが私を待っている 正月は東京・大阪へ

L.O.V.E.
- LIVE TOUR 2011 OUR FUTURE

スポットライト
- LIVE TOUR 2011 OUR FUTURE

Chance to Dance
- TSUBASA IMAI LHTOUR 2011 Dance&Rock Third Floor〜DiVelN to SExaLiVe
- Youは何しに?タッキー&翼CONCERT そこにタキツバが私を待っている 正月は東京・大阪へ

Luv The Shangri-La
- LIVE TOUR 2011 OUR FUTURE

山手線外回り feat.GUSSAN
- LIVE TOUR 2011 OUR FUTURE
- TACKEY SUMMER “LOVE” CONCERT2012
  - 滝沢がソロで披露
- Youは何しに?タッキー&翼CONCERT そこにタキツバが私を待っている 正月は東京・大阪へ